# Harpactira gigas
Espèce
Harpactira gigas est une espèce d'araignées mygalomorphes de la famille des Theraphosidae.

## Distribution
Cette espèce est endémique du Mpumalanga en Afrique du Sud,.

## Description
La femelle holotype mesure 40 mm.

## Publication originale
- Pocock, 1898 : On the Arachnida taken in the Transvaal and in Nyasaland by Mr W. L. Distant and Dr Percy Rendall. Annals and Magazine of Natural History, sér. 7, vol. 1, p. 308-321 (texte intégral).